# 巴恩斯 (倫敦)
巴恩斯（Barnes）是英國倫敦郊外的一個地區，在行政區劃上屬於泰晤士河畔里奇蒙倫敦自治市。巴恩斯位於查令十字西南5.8英里（9.3）處，鄰近泰晤士河。巴恩斯有兩個火車站。这里是末代港督彭定康所获爵位名义上的封地。